# Wippingen
Wippingen település Németországban, azon belül Alsó-Szászország tartományban. Lakosainak száma 1000 fő (2023. december 31.). Wippingen Dörpen, Neubörger, Börger, Werpeloh, Renkenberge és Kluse községekkel határos.

## Népesség
A település népességének változása:
| Lakosok száma | 946  | 954  | 968  | 984  | 995  | 1000 |
|               | 2016 | 2017 | 2019 | 2021 | 2022 | 2023 |